# Jacobus Nolet
Jacobus Nolet, né le 9 septembre 1740 à Schiedam et mort dans cette même ville le 7 septembre 1806, est un homme politique néerlandais.

## Biographie
Avant la Révolution batave, Nolet fabrique de l'eau-de-vie à Schiedam, ville réputée pour la qualité de ses alcools. Pendant la première révolution, dans les années 1780, il devient capitaine des corps-francs de la ville.
En 1794, avec l'approche des troupes françaises, il intègre le comité révolutionnaire de Schiedam. En janvier 1795, quelques jours après la fuite de Guillaume V d'Orange à Londres, il rentre à la municipalité patriote de Schiedam. Le 25 janvier, avec la mise en place de la République batave, il est élu à l'assemblée provisoire de Hollande. Un an plus tard, il est désigné député par les habitants de Schiedam à la première assemblée nationale batave, qui commence ses travaux le 1er mars 1796. En août 1797, il est réélu député par le district de Wateringen.
Favorable aux idées unitaristes, il participe au coup d'État mené par Pieter Vreede et le général Daendels le 22 janvier 1798. Mais soupçonné de corruption, il est contraint de démissionner le 12 avril et reste en résidence surveillée jusqu'en juillet.